# Geruguh
Geruguh is een bestuurslaag in het regentschap Subulussalam van de provincie Atjeh, Indonesië. Geruguh telt 157 inwoners (volkstelling 2010).